# Tamara Tíkhonova
Tamara Tíkhonova (en rus: Тама́ра Ива́новна Ти́хонова) (Kovalyovo, Unió Soviètica 1964) és una esquiadora de fons russa, ja retirada, que va competir sota bandera soviètica durant les dècades de 1980 i 1990.

## Biografia
Va néixer el 13 de juny de 1964 a la població de Kovalyovo, situada a la República d'Udmúrtia, que en aquells momens formava part de la Unió Soviètica i que avui en dia forma part de la Federació Russa. Fou guardonada amb l'Orde de la Bandera Roja del Treball.

## Carrera esportiva
Va participar únicament en els Jocs Olímpics d'Hivern de 1988 realitzats a Calgary (Canadà), on aconseguí guanyar tres medalles: la medalla d'or en les proves de 20 km i de relleus 4x5 km, i la medalla de plata en la prova dels 5 quilòmetres.
Al llarg de la seva carrera va aconseguir guanyar cinc medalles en el Campionat del Món d'esquí nòrdic, destacant les medalles d'or aconseguides en els relleus 4x5 quilòmetres els anys 1985 i 1991.